# Droga wojewódzka 485
Die Droga wojewódzka 485 (DW 485) ist eine 34 Kilometer lange Droga wojewódzka (Woiwodschaftsstraße) in der polnischen Woiwodschaft Łódź, die Pabianice mit Bełchatów verbindet. Die Strecke liegt im Powiat Pabianicki und im Powiat Bełchatowski.

## Streckenverlauf
Woiwodschaft Łódź, Powiat Pabianicki
-  Pabianice (Pabianitz) (S 8, S 14, DK 12, DK 14, DK 71, DW 482)
- Bychlew
- Jadwinin
- Pawłówek
- Huta Dłutowska
- Dłutów (Dlutow)
- Świerczyna

Woiwodschaft Łódź, Powiat Bełchatowski
-  Wadlew (DW 473)
- Drużbice (Druzbice)
- Kącik
- Rasy
- Kałduny
-  Bełchatów (Belchatow) (DK 74, DW 484)